# Espanhol medieval
Espanhol medieval ou espanhol antigo ou castelhano antigo ou romance castellano em espanhol medieval é a forma antiga da língua espanhola falada do século X ao XV, antes dos reajustes consonânticos e da evolução ao espanhol moderno. O espanhol antigo era muito mais parecido ao português e ao italiano que o espanhol atual.

## Fonética e fonologia
O sistema fonológico do espanhol medieval possuía similaridades com as atuais línguas românicas. Entre as consoantes existiam três pares de sibilantes, mudas e soantes:
- dental africada sorda, /ts/: representada pela letra ç
- dental africada sonora, /dz/: representada pela z
- apicoalveolar fricativa sorda, /s/: representado pela s e ss entre vocais
- apicoalveolar fricativa sonora, /z/: representada por uma s simples entre vocais
- postalveolar fricativa sorda, /š/: representada pela x (como no português atual)
- postalveolar fricativa sonora, /ž/: representada pela letra j (como no português atual).

O v era pronunciado sempre semelhante ao português.

## Texto exemplo
O que segue é um trecho do Cantar de Mio Cid (versos 330-365). A primeira coluna contém o texto em espanhol medieval original (escutar), a segunda em espanhol moderno.
| –Ya Señor glorioso, Padre que en çielo estás, Fezist çielo e tierra, el terçero el mar, Fezist estrellas e luna, e el sol pora escalentar, Prisist encarnaçión en Santa María madre, En Beleem apareçist, commo fue tu veluntad, Pastores te glorificaron, oviéronte a laudare, Tres reyes de Arabia te vinieron adorar, Melchior e Gaspar e Baltasar, oro e tus e mirra Te ofreçieron, commo fue tu veluntad. Salvest a Jonás quando cayó en la mar, Salvest a Daniel con los leones en la mala cárçel, Salvest dentro en Roma al señor San Sabastián, Salvest a Santa Susaña del falso criminal, Por tierra andidiste treinta e dos años, Señor spirital, Mostrando los miráclos, por én avemos qué fablar, Del agua fezist vino e de la piedra pan, Resuçitest a Lázaro, ca fue tu voluntad, A los judíos te dexeste prender, do dizen monte Calvarie Pusiéronte en cruz, por nombre en Golgotá, Dos ladrones contigo, éstos de señas partes, El uno es en paraíso, ca el otro non entró allá, Estando en la cruz vertud fezist muy grant, Longinos era çiego, que nunquas’ vio alguandre, Diot’ con la lança en el costado, dont ixió la sangre, Corrió la sangre por el astil ayuso, las manos se ovo de untar, Alçólas arriba, llególas a la faz, Abrió sos ojos, cató a todas partes, En ti crovo al ora, por end es salvo de mal. En el monumento resuçitest e fust a los infiernos, Commo fue tu voluntad, Quebranteste las puertas e saqueste los padres santos. Tú eres rey de los reyes e de tod el mundo padre, A ti adoro e creo de toda voluntad, E ruego a San Peidro que me ajude a rogar Por mio Çid el Campeador, que Dios le curie de mal, Quando oy nos partimos, en vida nos faz juntar.– | –Oh, Señor glorioso, Padre que en cielo estás, Hiciste cielo y tierra, el tercero el mar, Hiciste estrellas y luna, y el sol para calentar, Te encarnaste en Santa María madre, En Belén apareciste, como fue tu voluntad, Pastores te glorificaron, te tuvieron que alabar, Tres reyes de Arabia te vinieron a adorar, Melchor y Gaspar y Baltasar, oro e incienso y mirra Te ofrecieron, como fue tu voluntad. Salvaste a Jonás cuando cayó en la mar, Salvaste a Daniel con los leones en la mala cárcel, Salvaste dentro de Roma al señor San Sebastián, Salvaste a Santa Susana del falso criminal, Por tierra anduviste treinta y dos años, Señor espiritual, Mostrando los milagros, por ende tenemos qué hablar, Del agua hiciste vino y de la piedra pan, Resucitaste a Lázaro, porque fue tu voluntad, A los judíos te dejaste prender, donde dicen monte Calvario Te pusieron en cruz, por nombre en Golgotá, Dos ladrones contigo, éstos de sendas partes, El uno es en paraíso, porque el otro no entró allá, Estando en la cruz virtud hiciste muy grande, Longinos era ciego, que nunca se vio jamás, Te dio con la lanza en el costado, donde salió la sangre, Corrió la sangre por el astil abajo, las manos se las tuvo que untar, Las alzó arriba, las elevó a la faz, Abrió sus ojos, miró a todas partes, En ti creyó entonces, por ende es salvado de mal. En el monumento resucitaste y fuiste a los infiernos, Como fue tu voluntad, Quebrantaste las puertas y sacaste los padres santos. Tú eres rey de los reyes y padre de todo el mundo, A ti te adoro y creo de toda voluntad, Y ruego a San Pedro que me ayude a rogar Por mi Cid el Campeador, que Dios le cure de mal, Cuando hoy nos partamos, en vida haznos juntar.– |